# Остронос
Остронос (лат. Chelon saliens) — вид лучепёрых рыб семейства кефалевых (Mugilidae). Длина тела — 20—40 см. Распространены в восточной части Атлантического океана, обитают в водах Чёрного и Средиземного морей. В 1930—1934 годах интродуцированы в Каспийское море.

## Описание
Тело удлинённое, цилиндрической формы. Голова широкая, ширина межглазничного пространства примерно равна ширине ротового отверстия; рыло приостренное, лишенное чешуи до передних ноздрей. На спине и в задней части головы несколько желобков системы боковой линии. Глаза с зачаточным жировым веком. Верхняя губа тоньше половины диаметра глаза. Поперечных рядов чешуи 42—48, продольных  рядов 13—14. В первом спинном плавнике 4 жёстких луча; во втором спинном плавнике 1 жёсткий и 8—9 мягких лучей. В анальном плавнике 3 жёстких и 8—9 мягких лучей. У оснований грудных плавников нет аксиллярной чешуйки. На первой жаберной дуге 60—65 жаберных тычинок.
Максимальная длина тела 40 см. 

## Биология
Остронос морская, стайная рыба, в теплое время легко выпрыгивающая из воды. Выносит как пресную воду устьев рек (куда иногда заходит), так и повышенную соленость лагун.

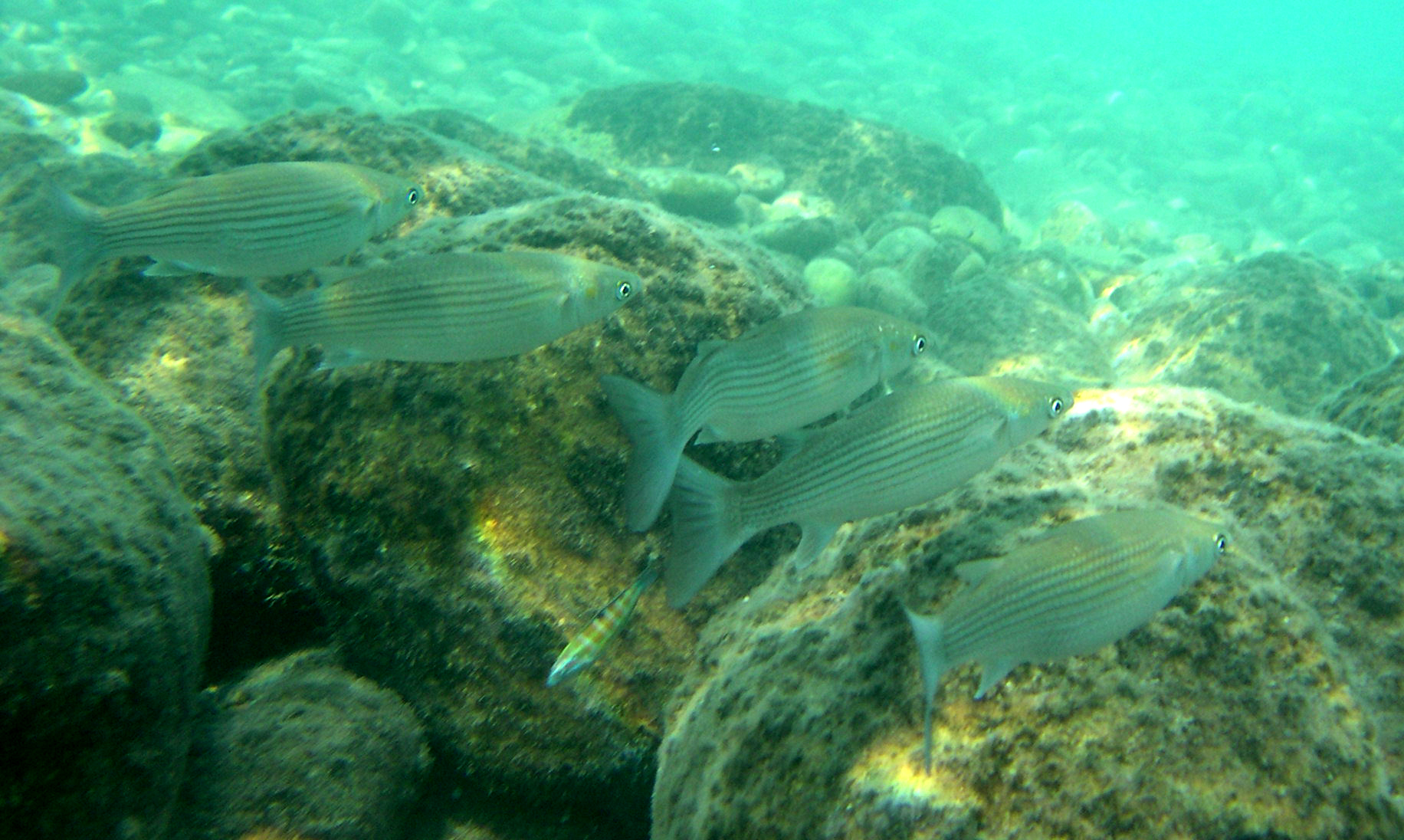
Стайка острооносов

## Распространение
Распространены в восточной части Атлантического океана, от Анголы до Бискайского залива; Средиземное и Черное моря.
В Черном море остронос в значительных количествах встречается в западной части. Летом заходит в Азовское море; заходит в лиман Днестра и Шабалатское соленое озеро.
Перевезен в 1930-1934 гг. в Каспийское море, где прекрасно прижился и размножился.